# Bagage

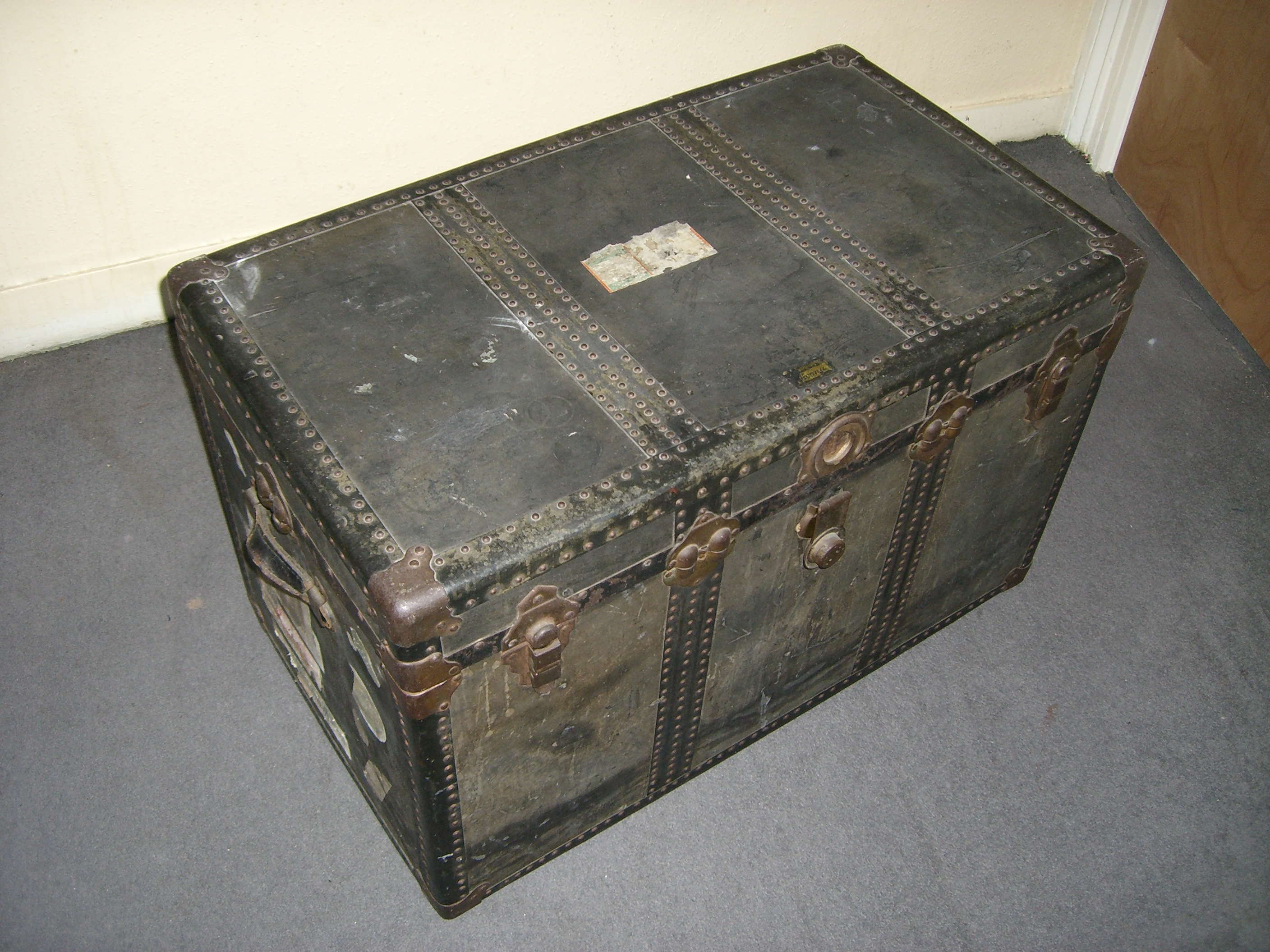
En koffert.

Bagage består av väskor, påsar och lådor som håller en resenärs artiklar medan resenären färdas. 
Det kan förväntas att den moderna resenären har packat saker som kläder, toalettartiklar, kläder och på återresan, souvenirer.   
Bagage är vanligen tillverkat i slitstarkt tyg, läder eller olika typer av hårdplast för att skydda resenärens packning under resan.   

## Typer av bagage
En koffert är en kista avsedd för förvaring av kläder och andra personliga tillhörigheter under transporter. Kofferten består av en låda, med lock fästad med gångjärn och någon låsanordning. Den är ofta större än en resväska (en äldre benämning för resväska var just handkoffert) och har ofta handtag på kortsidorna.
En resväska är en typ av väska som används för att frakta saker under resor. Det finns hårda och mjuka resväskor, och vissa har hjul.
En necessär är en mindre väska eller ett etui, oftast med handtag, som används för förvaring av toalettartiklar som t.ex. tandborste, tandkräm, schampo och deodorant.
En resegarderob är en typ av väska som kan vikas ihop så att långa klädesplagg, t.ex. kostymer eller klänningar, kan förvaras platt för att undvika att de veckas.
En handväska är en mindre typ av väska avsedd för nödvändiga föremål som t.ex. plånbok, mobiltelefon och nycklar.
En duffelväska eller weekendväska är vanligtvis en medelstor, avlång väska i tyg eller läder med bärhandtag, lämpad för kortare resor.
En kabinväska är en mindre typ av resväska lämplig för förvaring av handbagage vid exempelvis flygresor. Storleken på kabinväskor brukar vara anpassade till de begränsningar som flygbolag har för handbagage.